# Serica ventriosa
Serica ventriosa är en skalbaggsart som beskrevs av Brenske 1894. Serica ventriosa ingår i släktet Serica och familjen Melolonthidae. Inga underarter finns listade i Catalogue of Life.